# Střední angličtina
Střední angličtina (anglicky Middle English) je označení pro vývojovou fázi angličtiny, která se užívala v Anglii od 11. do 15. století. Je tedy nástupcem staré angličtiny a předchůdcem raně moderní angličtiny. Souběžně se z northumbrijského dialektu staroangličtiny ve Skotsku vyvinula raná skotština.

## Popis
Na rozdíl od staré angličtiny se střední angličtina nikdy nepsala jinak než latinkou. I ta však byla rozšířena o několik znaků (æ, ð, ȝ …) z anglosaského futhorku známého ze staré angličtiny.
Gramatika střední angličtiny je podstatně jednodušší než gramatika staré angličtiny. U mluvnických čísel jsou známa čísla jednotná (singulár) a množná (plurál), již zde však není číslo dvojné (duál). I ohýbání se ve střední angličtině vyskytuje mnohem méně než ve staré. Tím se střední angličtina blíží více analytickému jazyku. Přesto je středoanglická gramatika stále složitější než gramatika moderní angličtiny. Z lexikálního hlediska došlo k výraznému obohacení jazyka rozsáhlými výpůjčkami z normanské francouzštiny, která byla jazykem privilegované vrstvy od ovládnutí Anglie Normany (1066) do 14. století.

## Vývoj a použití
Vývoj rané střední angličtiny není dobře zdokumentován, protože po normanském záboru bylo její písemné užívání jen omezené. Rozkvět střední angličtiny jako literárního jazyka spadá do 14. století. K nejvýznamnějším literárním památkám patří překlad bible, na kterém se podílel Jan Viklef, a Canterburské povídky Geoffreyho Chaucera.
V 15. století se začal londýnký dialekt střední angličtiny prosazovat jako úřední jazyk, tzv. Chancery Standard („kancléřský standard“), v některých úředních oblastech zůstala v užívání latina (církevní oblast) a francouzština (Law French v justici). Písemná podoba tohoto standardu, rozšířeného i díky knihtisku, se stala základem pro anglický pravopis, který se koncem tohoto období začal kodifikovat. V té době však také začaly velké samohláskové změny angličtiny pokračující až do 17. století, které jsou důvodem zřetelného rozdílu mezi anglickou výslovností a pravopisem, tedy mezi vyslovanými samohláskami a jejich grafickou reprezentací písmeny.

## Příklady

### Číslovky
| Středoanglicky | Česky |
| oon            | jeden |
| two            | dva   |
| thré           | tři   |
| fowre          | čtyři |
| five           | pět   |
| syxe           | šest  |
| sevene         | sedm  |
| eighte         | osm   |
| nyne           | devět |
| ten            | deset |

### Vzorový text
Whan that Aprill with his shoures soote
The droghte of March hath perced to the roote,
And bathed every veyne in swich licour
Of which vertu engendred is the flour;
Whan Zephirus eek with his sweete breeth
Inspired hath in every holt and heeth.
Otčenáš (modlitba Páně):
Oure fadir, that art in heuenes,
halewid be thi name;
thi kyngdoom come to;
be thi wille don in erthe,
as in heuene:
ȝyue to vs this dai oure breed ouer othir substaunce;
and forȝyue to vs oure dettis,
as we forȝyuen to oure dettouris;
and lede vs not in to temptacioun,
but delyuere vs from yuel. Amen.